# Soundbreaking, la grande aventure de la musique enregistrée
Soundbreaking, la grande aventure de la musique enregistrée, est une série documentaire française, en 6 épisodes, réalisée par Maro Chermayeff et Christine Le Goff, et diffusé en 2017 sur Arte. Les 6 épisodes traitent différents aspects de l'évolution des techniques d'enregistrement, et de leur lien avec l'évolution artistique de la musique au XXe siècle. Les épisodes mixent des entretiens, concernant plus de 150 musiciens et artistes, et images d'archives,,,,,,,.

## Genèse

### Version américaine
La série est une adaptation de la série documentaire américaine de 8 épisodes, sortie en 2016, intitulée Soundbreaking: Stories from the Cutting Edge of Recorded Music,. Une dizaine d'années auparavant, Maxim Langstaff a convaincu George Martin d'une telle série, montrant le rôle du producteur, et son lien avec le processus créatif du musicien dans le cadre spécifique du studio. La réalisation a ensuite été longue et très complexe, notamment à cause de problèmes juridiques.

### Version française
En accord avec les auteurs américains, Marie Drogue, productrice et gérante de Ma Drogue A Moi, ainsi que le directeur de collection Romain Pieri ont recomposé les documentaires originaux en y ajoutant des intervenants français. Romain Pieri précise : 
« Nous souhaitions des personnalités françaises reconnues à l'international qui soient dans une démarche de transmission. L'histoire de la pop est majoritairement anglo-saxonne, mais nous avons pensé que des chapitres français méritaient d'être racontés (Gainsbourg, les Rita Mitsouko, IAM...). Il s'agit d'une vraie version alternative »  

## Épisodes

### 1-La fée électricité
L'impact de l'électricité sur les techniques d'enregistrement et de réalisation, mais aussi sur la manière d'interpréter la musique.

### 2-La magie du studio
L'invention du multipiste, et les expérimentations en studio ont révolutionné la manière d'envisager l'enregistrement sonore.

### 3-Profession producteur
Focus sur le rôle majeur du producteur dans le processus créatif et de la réalisation musicale. 

### 4-Trouver sa voix
Enjeu essentiel de l'enregistrement, la voix a été envisagée de multiples manières selon les époques, transformée, trafiquée, embellie, ou brute.

### 5-Du 78 tours au fichier mp3
L'évolution des supports d'écoute a entraîné des changements d'utilisation, de réception, et des controverses parfois vives.

### 6-Génération sample
L'art du sampling, introduit par le reggae et surtout le rap, est devenu un incontournable des musiques populaires et un art à part entière.

## Crédits
- Auteurs : Maro Chermayeff et Romain Pieri
- Producteurs : ARTE France, Ma Drogue à Moi, Higher Ground
- Participants, interviewés :
  - Musiciens : Elton John, Catherine Ringer, Christina Aguilera, Annie Lennox, Akhenaton, Quincy Jones, Questlove, Chuck D, Jean-Michel Jarre...
  - Producteurs musicaux : Tony Visconti, Nigel Godrich, Nile Rodgers, George Martin, Rick Rubin, Mark Ronson, Renaud Letang, Linda Perry...
  - Écrivains : Greg Milner, Ludovic Tournès, Guillaume Kosmicki, Florent Mazzoleni